# Egelsbach
Egelsbach település Németországban, Hessen tartományban. Lakosainak száma 11 500 fő (2023. december 31.). Egelsbach Mörfelden-Walldorf és Langen (Hessen) községekkel határos.

## Népesség
A település népességének változása:
| Lakosok száma | 11 563 | 11 583 | 11 414 | 11 452 | 11 500 |
|               | 2017   | 2019   | 2021   | 2022   | 2023   |